# Villa de Tututepec de Melchor Ocampo
Villa de Tututepec es una localidad del estado mexicano de Oaxaca. Es cabecera del municipio del mismo nombre. Según el censo de 2020, tenía una población de 1894 habitantes.

## Antecedentes históricos
Tututepec (nombre derivado del náhuatl Tōtōtepēc, que significa "cerro de los pájaros", traducción del nombre mixteco Yucu Dzaa, que significa cerro del pájaro), fue la capital del señorío o cacicazgo del mismo nombre, el centro político más potente del Período Posclasico (1100 – 1522), siendo la única zona de la Mixteca nunca sometida a los aztecas en el momento de la Conquista de México.